# Atal
Atal (Athal) ou Atala (Athala), segundo a obra Gética de Jordanes, foi um rei grutungo da dinastia dos Amalos. Pertencia a oitava geração de líderes góticos, sendo filho de Hunuino e pai de Aquiulfo e Odulfo. De acordo com M. Schonfeld, seu nome poderia ser etimologicamente ligado à palavra germânica/gótica para nobreza (Adel), embora também seja possível vinculá-la ao turco Adal, que significa "tome um nome".